# Have a Nice Day (Roxette)
Have a Nice Day je šesti studijski album švedskog sastava Roxette. Singlovi s albuma su: "Wish I Could Fly", "Anyone", "Stars" i "Salvation". Pjesma "It Will Take a Long Long Time" je dio filma "Odbjegla nevjesta", iako nije službeno izdana na soundtracku filma.

## Popis pjesama
Sve pjesme napisao je i uglazbio Per Gessle, osim gdje je drugačije navedeno.
1. "Crush On You" - 3:36
2. "Wish I Could Fly"  	4:40
3. "You Can't Put Your Arms Around What's Already Gone" - 3:31
4. "Waiting for the Rain" (Marie Fredriksson) - 3:38
5. "Anyone" - 4:32
6. "It Will Take a Long Long Time" - 4:04
7. "7Twenty7" - 3:53
8. "I Was So Lucky" - 4:18
9. "Stars" - 3:56
10. "Salvation" - 4:38
11. "Pay the Price" - 3:48
12. "Cooper" - 4:17
13. "Staring at the Ground" - 2:59
14. "Beautiful Things" (Fredriksson/Gessle) - 3:49

## Izvođači
- vokali, klavir, klavijature - Marie Fredriksson
- bas-gitara, sintesajzer, klavijature, klavir - Clarence Ofwerman
- električna i akustična gitara - Jonas Isaacson
- bas, prateći vokal - Christoffer Lundquist
- bubnjevi, udaraljke - Christer Jansson
- truba - Hasse Dyvik
- trombon - Anders Evaldsson